# گوگل پلی میوزیک
گوگل پلی میوزیک (به انگلیسی: Google Play Music) یک سرویس پخش جریانی موسیقی و پادکست و قفل موسیقی آنلاین بود که توسط گوگل فعالیت می‌کرد و این سرویس بخشی از خط خدمات گوگل پلی بود. این سرویس در تاریخ ۱۰ مه ۲۰۱۱ راه اندازی شد. پس از یک دوره بتا شش‌ماهه، در ۱۶ نوامبر ۲۰۱۱ به صورت عمومی راه اندازی شد. در آگوست سال ۲۰۲۰، گوگل اعلام کرد که این سرویس از سپتامبر به تدریج غیرفعال می‌شود. در دسامبر سال ۲۰۲۰ با یوتیوب میوزیک و گوگل پادکستز جایگزین شد.
کاربرانی که حساب استاندارد دارند می‌توانند حداکثر ۵۰۰۰۰ آهنگ را از کتابخانه‌های شخصی خود بدون هیچ هزینه ای ذخیره کنند. اشتراک موسیقی گوگل پلی میوزیک اگر پرداخت شده باشد به کاربران امکان می‌دهد هر آهنگی را در فهرست گوگل پلی میوزیک پخش کنند. همچنین، کاربران می‌توانند قطعات بیشتری را از بخش فروشگاه موسیقی گوگل پلی خریداری کنند. برنامه‌های تلفن همراه گوگل پلی میوزیک همچنین از پخش آفلاین آهنگ‌های ذخیره شده در دستگاه پشتیبانی می‌کنند.

## دسترسی جغرافیایی

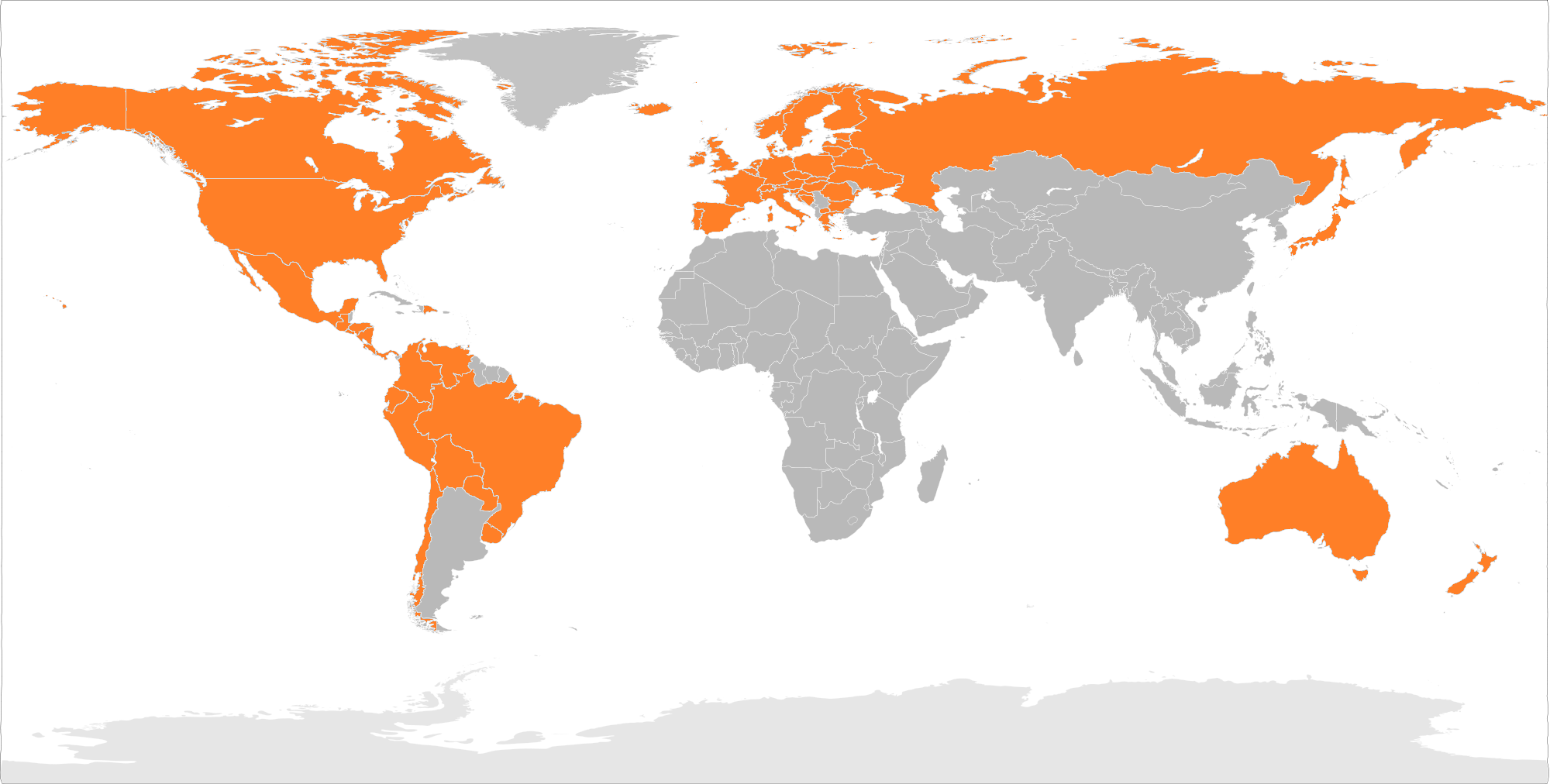
در دسترس بودن جهانی گوگل پلی میوزیک قبل از توقف پخش آن در دسامبر سال ۲۰۲۰

حساب‌های استاندارد در گوگل پلی میوزیک قبل از قطع سرویس در ۶۳ کشور جهان در دسترس بود. لیست کامل شامل: آرژانتین، استرالیا، اتریش، بلاروس، بلژیک، بولیوی، بوسنی و هرزگوین، برزیل، بلغارستان، کانادا، شیلی، کلمبیا، کاستاریکا، کرواسی، قبرس، جمهوری چک، دانمارک، جمهوری دومنیکن، اکوادور، السالوادور، استونی، فنلاند، فرانسه، آلمان، یونان، گواتمالا، هندوراس، مجارستان، ایسلند، هند، ایرلند، ایتالیا، ژاپن، لتونی، لیختن اشتاین، لیتوانی، لوکزامبورگ، مقدونیه شمالی، مالت، مکزیک، هلند، نیوزیلند، نیکاراگوئه، نروژ، پاناما، پاراگوئه، پرو، لهستان، پرتغال، رومانی، روسیه، صربستان، اسلواکی، اسلوونی، آفریقای جنوبی، اسپانیا، سوئد، سوئیس، اوکراین، انگلستان، ایالات متحده، اروگوئه و ونزوئلا.